# Calvia quindecimguttata
Calvia quindecimguttata (namnet femtonfläckig nyckelpiga har tidigare använts i Finland) är en skalbaggsart som först beskrevs av Johann Christian Fabricius 1777. Den ingår i släktet Calvia, och familjen nyckelpigor. Enligt den finländska rödlistan är arten nationellt utdöd i Finland. Arten har ej påträffats i Sverige.

## Beskrivning
Ovansidan är ljusgul med 15 ljusa fläckar. Även sömmen mellan täckvingarna och täckvingarnas nederkanter är ljusa.

## Utbredning
En sällsynt art vars utbredningsområde sträcker sig från Mellaneuropa (västerut till nordöstra Frankrike) över Ryssland, Vitryssland, Ukraina, Sibirien, Kaukasus, Georgien, Armenien, Azerbajdzjan och Mongoliet till Kina, Japan och Koreahalvön.

## Ekologi
Nyckelpigan är en fuktälskande art som lever på träd och buskar i fuktig löv- och blandskog, skogsbryn, trädgårdar, ängar och på sötvattensstränder. Födan består av bladlöss, rundbladloppor och larver av bladbaggar som den hämtar på  växter som alar, lindar, lönnar, ekar, almar, hasslar, björkar, schersminer och vide.